# Moleche
Moleche is een krabsoort die in oktober en maart, wanneer ze hun harde schaal oftewel carapax verliezen, op de Venetiaanse vismarkten te krijgen is.
De traditionele manier om ze te bereiden is om ze levend in een kom met losgeklopte eieren en wat zout of Parmezaanse kaas los te laten, en wanneer de krabben er een deel van hebben opgegeten ze door bloem te halen en ze in wat olijfolie te bakken. Ze kunnen dan onmiddellijk opgegeten worden.
Het is een traditioneel Italiaans product, dat bijna onmogelijk elders te verkrijgen is.